# Hallsberg
Hallsberg  (udtale) ? er et byområde i landskabet Närke i Örebro län i Sverige. Det meste af byen ligger i Hallsbergs kommun for hvilken den også er hovedby, mens en mindre del er beliggende i Kumla kommun. Byen er hovedsageligt kendt som et jernbaneknudepunkt med linjer til Stockholm, Göteborg, Karlstad/Oslo, Motala og Örebro.

## Historie
Hallsberg er i vidt omfang beliggende på en rullestensås, Örebroåsen, og er vokset efter 1862 hvor man byggede et stationshus nogle kilometer fra kirken og den tidligere kyrkby i Hallsbergs socken. Hallsberg er også i vidt omfang en stationsbebyggelse, som er vokset frem som et resultat af at godsstrækningen gennem Bergslagen og Västra stambanan mødes her.
Det egentlige opsving for Hallsberg kom da den af Johan Thermænius grundlagte industri i 1868 blev flyttet hertil fra Torshälla. Produktionen omfattede i starten bygningssmedning men blev efterhånden indrettet udelukkende på tærskeværk med mere. AB Johan Thermænius værksteder var internationalt kendte. Senere blev det er datterselskab af AB Arvikaverken.

### Administrative tilhørligheder
Hallsberg var og er en by i Hallsbergs socken med en del nordøst for Sandängen i Kumla socken. Efter kommunalreformen i 1862 kom byen til at ligge primært i Hallsbergs landskommun, hvori municipalsamhället Hallsberg blev indrettet den 31. august 1883. I 1908 blev municipalsamhället lagt sammen med andre områder fra landskommunen hvorved Hallsbergs köping blev dannet, hvilket også omfattede mindre dele af Kumla landskommun. I 1963 blev hele Hallsbergs landskommun en del af köpingen, og fra 1965 Viby landskommun og Hallsbergs bebyggelse omfattede siden bare en mindre del af köpingskommunens areal. I 1971 blev köpingen en del af Hallsbergs kommun, hvor Hallsberg siden da har været hovedby.
Størstedelen af Hallsberg hørte og hører til Hallsbergs församling, dog med en mindre del i Kumla församling.
Byen indgik frem til 1907 i Kumla tingslag, og derefter til 1928 i Kumla, Grimstens och Hardemo tingslag, til 1948 i Hallsbergs tingslag og endelig til 1971 i Västernärkes domsagas tingslag. Fra 1971 til 2001 indgik byen i Hallsbergs domsaga for fra 2001 at indgå i Örebro domsaga.

## Erhvervsliv
I Hallsberg ligger Ahlsells logistikcentrum og Volvos produktion af førerhuse til gummigeder og entreprenørmaskiner.
I september 2010 blev det kendt at Postnord ville bygge en ny brevterminal i byen, som skulle være klar senest i 2013. Terminalen har en personalestyrke på 350 personer, og erstattede brevterminalerne i Karlstad og Västerås. I 2014 planlagdes det også at dele af virksomheden fra Postens ODR-terminal i Norrköping skulle flyttes til Hallsberg.
I Hallsberg blev én ud af ni lagerbygninger opført under 1. verdenskrig; den fungerede som beredskabslager for fødevarer. Lagerbygningen i Hallsberg var frem til omkring 1990 ejet af Svenska Lagerhus AB og havde efterfølgende flere forskellige private ejere. Bygningen var til sidst i meget dårlig stand med blandt andet fugtskader. Der fandtes planer om at bygge den om til kontorer, men det blev ikke til noget og bygningen blev revet ned i marts 2013.

### Bankvæsen
En selvstændig folkbank for Hallsberg, Hallsbergs folkbank, påbegyndte sin virksomhed i 1870. I 1905 blev den opkøbt af Örebro enskilda bank som kort tid efterfølgende blev overtaget af Skandinaviska Kreditaktiebolaget. Efterfølgende åbnede Örebro läns bank og Mälareprovinsernas Bank filialer; disse blev i løbet af 1920'erne en del af Göteborgs bank henholdsvis Handelsbanken. Også Örebro sparbank havde en filial i Hallsberg. Nogle af forretningsbankerne forlod byen i løbet af 1900-tallet, men Handelsbanken og sparbanken findes stadigvæk.

## Uddannelse
I byen ligger Alléskolan, som er et gymnasium som drives af Sydnärkes utbildningsförbund og således er gymnasieskole for kommunerne Hallsberg, Askersund og Laxå.